# Ana Blandiana

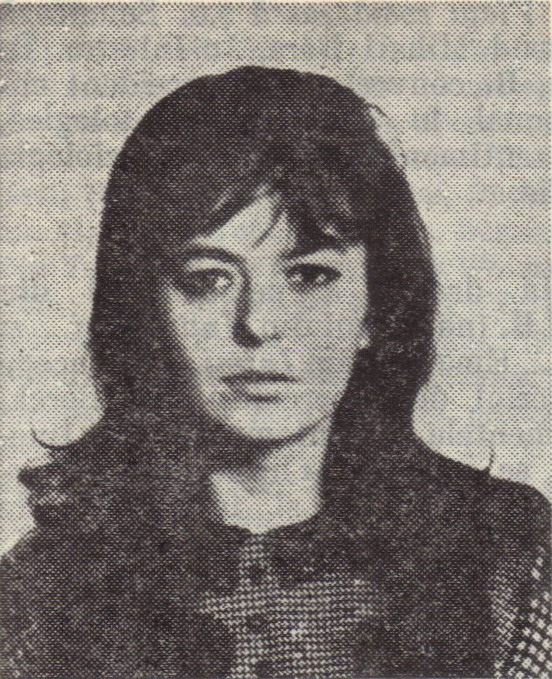
Poeta Ana Blandiana în tinerețe, anii '70

Ana Blandiana (Otilia Valeria Rusan, născută Coman; n. 25 martie 1942, Timișoara, România) este o scriitoare (autoare a 27 de cărți publicate în română și a 60 de volume apărute în 26 de limbi), ziaristă și luptătoare pentru libertate civică din România.
În luna mai 1990 a reînființat Centrul PEN din România, pe care l-a condus până în 2004. În noiembrie 1990 s-a numărat printre fondatorii Alianței Civice (președinte între 1991-2002). În ianuarie 1993 a fost inițiatoare, împreună cu Romulus Rusan, a Memorialului Sighet, iar în aprilie 1995, a Academiei Civice, pe care le conduce de la începuturi până în prezent. A fost membru al Consiliului Frontului Salvării Naționale.
Este membru corespondent al Academiei Române, din 2016.

## Biografie

### Originea și studiile
Otilia Valeria Coman s-a născut la Timișoara, ca fiică a preotului ortodox Gheorghe Coman, originar din Murani, Timiș și a soției sale Otilia, fostă Diacu, de profesie contabil. După retrocedarea Ardealului de Nord în 1944, familia Coman s-a mutat la Oradea, unde tatăl poetei a slujit ca preot la Biserica cu Lună, Catedrala Ortodoxă din Oradea. După instaurarea regimului comunist în România, preotul Gheorghe Coman a fost arestat ca „dușman al poporului”. Ca fiică a unui deținut politic, a trebuit să aștepte patru ani până când autoritățile comuniste i-au permis înscrierea la Facultatea de Filologie din Cluj.
Pentru a ocoli șicanele regimului, Otilia Coman și-a luat pseudonimul Ana Blandiana, după numele satului natal al mamei, Blandiana, Alba. Cei apropiați însă îi spun Doina.
Tatăl poetei a murit într-un accident casnic în anul 1964, suferind arsuri la scurt timp după eliberarea din detenția politică.
După absolvirea facultății, Ana Blandiana se stabilește la București, unde lucrează ca redactor la publicațiile „Viața studențească” și „Amfiteatru” (1968-1974), bibliotecar la Institutul de Arte Plastice „N. Grigorescu” (1975-1977), apoi redactor la Uniunea Scriitorilor (1977-1979). Încă înainte de a deveni studentă, a debutat în revista Tribuna din Cluj, cu poezia Originalitate (1959). În anul 1964 a debutat editorial cu volumul Persoana întâi plural, în colecția Luceafărul a Editura pentru Literatură.

### Interdicții de publicare
Înainte de  Revoluția din 1989, i s-a luat în trei rânduri dreptul de a publica (1959-1964, 1985, 1988-1989), iar în ultimii doi ani numele ei a fost interzis și cărțile i-au fost scoase și din biblioteci. Înainte de a deveni poetă a lucrat pe un șantier de construcții, deoarece a fost persecutată de regimul comunist, tatăl ei fiind declarat chiabur. Cenzura nu a admis faptul că ea a publicat o carte de poezii despre motanul Arpagic, interpretat de cititori drept o aluzie la Nicolae Ceaușescu. Poeziile ei interzise au fost difuzate în mii de exemplare, scrise de mână de cititori (singurul samizdat românesc) și au fost traduse în numeroase limbi, ca dovadă a cenzurii din România. Importanta revistă londoneză Index of Censorship i-a dedicat un număr special.

### După 1990
Revoluția din decembrie 1989 o aduce în echipa de conducere a țării, constituită în jurul lui Ion Iliescu, dar își dă repede seama că girează involuntar, cu numele său, o acțiune de restaurare a a poziției sociale a comuniștilor și demisionează din Consiliul Național al Frontului Salvării Naționale. În 1990, Ana Blandiana a reînființat PEN Clubul Român al cărei președintă a devenit. Este unul dintre inițiatorii Alianței Civice pe care o conduce între 1991 și 2001. Fondatoare și președintă a Academiei Civice, care realizează, sub egida Consiliului Europei, Memorialul Victimelor Comunismului și al Rezistenței de la Sighet. Membră a Academiei Europene de Poezie, a Academiei de Poezie „Stéphane Mallarmé” și a Academiei Mondiale de Poezie (UNESCO).